# Theretra potentia
Theretra potentia är en fjärilsart som beskrevs av Druce 1894. Theretra potentia ingår i släktet Theretra och familjen svärmare. Inga underarter finns listade i Catalogue of Life.